# Igreja Cristã Congregacional de Niue
A Igreja Cristã Congregacional de Niue (Congregational Christian Church of Niue - CCCN) é uma denominação congregacional presente em Niue e na Nova Zelândia. É o maior grupo religioso de Niue, abrangendo cerca de 61% da população.
Em Niue, a igreja tem até 1.190 membros em 16 congregações, com 12 pastores.

## História
A CCCN foi fundada por missionários da Sociedade Missionária de Londres (LMS). Era conhecida como a Igreja LMS em Niue, até 1970, quando tornou-se autônoma e adotou o nome Eklesia Niue (Igreja de Niue). Posteriormente mudou seu nome para a forma atual.

## Relações inter-eclesiásticas
É membro do Conselho Mundial de Igrejas, Comunhão Mundial das Igrejas Reformadas a Conferência das Igrejas do Pacífico, do Conselho de Missão Mundial e do Conselho Nacional de Igrejas de Niue.